# Pallacanestro alla XIII Universiade
Il torneo di pallacanestro della XIII Universiade si è svolto a Kōbe, Giappone, nel 1985.

## Podi

### Donne
| Evento                             | Oro | Argento | Bronzo |
| Pallacanestro femminile (dettagli) | Unione Sovietica Olesja Barel' Ol'ga Burjakina Elena Čausova Marianna Feodorova Taccjana Ivinskaja Ol'ga Jakovleva Tat'jana Komarova Larisa Kurikša Irina Minch Halina Savičkaja Ramunė Šidlauskaitė Vitalija Tuomaitė All.: Vadim Kapranov | Stati Uniti Cindy Brown Cheryl Cook Kristen Cummings Kamie Ethridge Jennifer Gillom Jennie Hall Andrea Lloyd Katrina McClain Rhonda Mikes Chana Perry Alisa Scott Tresa Spaulding All.: C. Vivian Stringer | Jugoslavia Snežana Božinović Biljana Đogo Naida Hot Timra Imširović Jasmina Kalić Olivera Krivokapić Kornelija Kvesić Biljana Majstorović Bojana Milošević Razija Mujanović Slavica Pečikoza Slavica Šuka All.: Aleksandar Stanimirović |

## Medagliere
| Posizione | Paese            |   |   |   | Totale |
| --------- | ---------------- | - | - | - | ------ |
| 1         | Unione Sovietica | 2 | 0 | 0 | 2      |
| 2         | Stati Uniti      | 0 | 2 | 0 | 2      |
| 3         | Canada           | 0 | 0 | 1 | 1      |
| 3         | Jugoslavia       | 0 | 0 | 1 | 1      |
| Totale    | Totale           | 2 | 2 | 2 | 6      |